# Brachypelma andrewi
Brachypelma andrewi is een spin, die behoort tot de vogelspinnen. Deze bodembewonende soort komt voor in wouden in Midden-Amerika, voornamelijk Mexico, Honduras en Guatemala. De spin is erg territoriaal ingesteld en zal snel bijten bij het indringen van hun territorium.
De spin groeit niet zo snel en wordt niet erg oud voor een Brachypelma-soort. De spanwijdte van de spin kan bij een volwassen exemplaar tot 15 cm bedragen. De spin dient een luchtvochtigheid van 60 tot 70% te hebben en een gemiddelde temperatuur van 22 tot 28°C.
1. ↑  (en) Brachypelma andrewi op de IUCN Red List of Threatened Species.